# Skid Row (Los Angeles)
Skid Row, ufficialmente conosciuto come Central City East, è un distretto della Downtown di Los Angeles. Secondo il censimento del 2000 la popolazione era di 17 740 abitanti. Anche se non esistono confini ufficiali, Skid Row occupa generalmente la zona ad est della San Pedro Street, a sud della Third Street, ad ovest di Central Avenue ed a nord della Seventh Street.

## Descrizione
L'area contiene una delle più grandi popolazioni stabili di senzatetto  (Homeless) negli Stati Uniti. Le stime sul loro numero indicano la presenza da 3668 a 5131 senzatetto. Passando attraverso questa zona si vedono quotidianamente scatole di cartone e tende da campeggio allineate lungo il marciapiede.
La situazione di disagio persiste attualmente ed anche a causa della pandemia da coronavirus le condizioni di vita dei residenti stanno via via peggiorando. Vi sono associazioni e rifugi che offrono supporto, ma non sono comunque sufficienti a contenere il fenomeno. Sempre più persone, ad esempio sui canali YouTube, offrono documentazioni e reportage della situazione in cui si trova il Distretto attualmente; vengono regolarmente intervistati membri di questa categoria umana dimenticata, che condividono le loro storie di disagio economico, sociale ed emotivo, con lo scopo dei divulgatori di sensibilizzare sempre di più la popolazione intera su questo enorme problema e porvi finalmente rimedio.
Nella zona di Skid Row, coesistono sfruttamento e prostituzione, anche minorile, spaccio e consumo di droga, violenza e criminalità. È considerata una zona estremamente pericolosa e degradata.